# Remember Sunday
Remember Sunday (prt: Como Não Esquecer; bra: Como Não Esquecer Essa Garota) é um telefilme de drama romântico estadunidense de 2013 dirigido por Jeff Bleckner, escrito por Michael Kase e Barry Morrow e estrelado por Zachary Levi e Alexis Bledel.

## Elenco
- Alexis Bledel - Molly
- Zachary Levi - Gus
- Merritt Wever - Lucy
- Barry Shabaka Henley - Baptiste
- Valerie Azlynn - Jolene
- David Hoffman - Jerry
- Jerry Adler - Sam
- Ann McKenzie - Ardis Applebaum
- Dana Gourrier - Bernadette
- Larisa Oleynik - Lauren
- James DuMont - Dr. Felton
- Griff Furst - Professor Lawrence
- Richard Topol - Mccray
- Chris Conner - Lazlo
- Billy Slaughter - Jim